# Monsieur Toussaint Louverture
Pour l’article homonyme, voir Toussaint Louverture.
Monsieur Toussaint Louverture est une maison d'édition fondée en 2004 par Dominique Bordes.
Elle est notamment connue pour la publication de la traduction des six tomes de la saga fantastique Blackwater, de Michael McDowell.

## Historique
Cette maison d'édition bordelaise a été créée dans les années 2000 par Dominique Bordes, tout d'abord sous la forme d'une revue littéraire qui promet une « odyssée brutale et non rentable »,,,.
Pour le nom de la maison d'édition, Dominique Bordes cherchait « quelque chose qui interpelle et soit poétique ». Il opte pour le nom du romantique héros de la révolution haïtienne.
La maison existe aussi, mais de façon distincte, sur Internet, où elle est une sorte de laboratoire sur ce qui peut être lu sur un écran, et dont les textes sont ouverts à la participation des internautes.
Depuis 2014, les éditions Monsieur Toussaint Louverture se sont associées aux éditions Anne Carrière pour fonder La Belle Colère.

## Récompenses
Parmi les œuvres notables publiées par Monsieur Toussaint Louverture, le roman graphique Moi, ce que j'aime, c'est les monstres, d'Emil Ferris, a obtenu le prix du Fauve d'or d'Angoulême en 2019, qui récompense chaque année le meilleur album.
En 2023, Monsieur Toussaint Louverture est lauréat du trophée spécial de la petite maison d'édition, par Livres Hebdo.

## Ligne éditoriale
Entièrement consacrée aux marges de la littérature, à la recherche d'auteurs ou de livres oubliés, de nouveaux auteurs et de nouvelles écritures, la ligne éditoriale de Monsieur Toussaint Louverture est marquée par la volonté d'un travail éditorial abouti ou, tel que le dit Dominique Bordes, son fondateur :
« Je me préoccupe avant tout de qualité et d’exceptionnalité. Le fil rouge [de la maison d'édition], c’est la solidité littéraire et l’intemporalité. Les petites briques qui fabriquent une culture européenne et mondiale de la pensée et de la langue. »
Ainsi, des auteurs cultes tels que Lucy Maud Montgomery, Michael McDowell, Mark Z. Danielewski et Robert McCammon ont pu connaître un second attrait ou être mis en avant pour la première fois en France. En effet, en mai 2023, la maison d'édition publie en deux tomes Swan Song, de Robert McCammon, un best-seller américain devenu classique de la littérature post-apocalyptique au même titre que Le Fléau de Stephen King et La Route de Cormac McCarthy.

## Blackwater
Entre avril et juin 2022, la publication de la saga romanesque de Michael McDowell, Blackwater, provoque un grand retentissement : le tirage initial, de 100 000 exemplaires, est rapidement épuisé et une nouvelle impression est donc aussitôt programmée, dès le mois de juin. L'accueil est très positif et la publication en épisodes est couronnée de succès. En mai 2023, soit près d'un an après le lancement de la série en France, 20 Minutes annonce que tous les tomes confondus ont atteint 800 000 exemplaires vendus, ce qui en fait l’une des publications les plus vendues de l’année 2022 en France.

### «Bibliothèque Michael McDowell»
À la suite de l'explosion de la popularité de la saga Blackwater, Monsieur Toussaint Louverture annonce en juin 2023 la création d'une « Bibliothèque Michael McDowell » dans sa ligne éditoriale, avec le projet de publication de six nouveaux romans de l'auteur par la maison d'édition : Le premier est Les Aiguilles d'or, paru en octobre 2023, et les suivants sortiront avec un intervalle d'environ six mois jusqu'en 2025. Le deuxième, Katie, paraît en avril 2024, suivi par Lune froide sur Babylon en octobre 2024,.

## Publications

### De Monsieur Toussaint Louverture
- La Rivière pourquoi, roman de David James Duncan (2021)
- Le Conquérant, roman de Jan Kjærstad traduit du norvégien par Loup-Maëlle Besançon (2021)
- La mélancolie de celui qui vise juste, roman de Lewis Nordan traduit de l’anglais (États-Unis) par Marie-Odile Fortier-Masek (2021)
- Tu ne désireras pas, roman de Jonathan Miles traduit de l’anglais par Jean-Charles Khalifa (2021)
- Moi, ce que j'aime, c'est les monstres, roman graphique d'Emil Ferris traduit de l'anglais (États-Unis) par Jean-Charles Khalifa (2018)
- Du sang sur les mains : de l'art subtil des crimes étranges, roman graphique de Matt Kindt traduit de l'anglais (États-Unis) par Martine Céleste-Desoille (2018)
- Un jardin de sable, roman d'Earl Thompson traduit de l'anglais (États-Unis) par Jean-Charles Khalifa (2018)
- Tous les hommes du roi, roman de Robert Penn Warren traduit de l'anglais (États-Unis) par Pierre Singer (2017)
- Personne ne gagne, récit de Jack Black traduit de l'anglais (États-Unis) par Jeanne Toulouse (2017)
- Des erreurs ont été commises, roman de David Carkeet traduit de l'anglais (États-Unis) par Marie Chabin (2017)
- Le Séducteur, roman de Jan Kjærstad traduit du norvégien par Loup-Maëlle Besançon (2017)
- Les Garennes de Watership Down, roman de Richard George Adams traduit de l'anglais (Grande-Bretagne) par Pierre Clinquart (2016)
- Les fondamentaux de l'aide à la personne revus et corrigés, roman de Jonathan Evison traduit de l'anglais (États-Unis) par Marie-Odile Fortier-Masek (2016)
- La Maison, dans laquelle, roman de Mariam Petrosyan traduit du Russe par Raphaëlle Pache (2016)
- Alcoolique, roman graphique de Jonathan Ames & Dean Haspiel traduit de l'anglais par Fanny Soubiran
- Demande, et tu recevras, roman de Sam Lipsyte traduit de l'anglais (États-Unis) par Martine Céleste Desoille
- Vilnius Poker, roman de Ričardas Gavelis traduit du lituanien par Margarita Le Borgne
- Price, roman de Steve Tesich traduit de l'anglais (États-Unis) Par Jeanine Hérisson (2014)
- Une putain de catastrophe, roman de David Carkeet traduit de l'anglais (États-Unis) par Marie Chabin
- Mailman, roman de J. Robert Lennon traduit de l'anglais (États-Unis) par Marie Chabin
- Et quelquefois j'ai comme une grande idée, roman de Ken Kesey traduit de l'anglais (États-Unis) par Antoine Cazé
- Le linguiste était presque parfait, roman de David Carkeet traduit de l’anglais (États-Unis) par Nicolas Richard
- À l’épreuve de la faim, journal d’une île froide, roman de Frederick Exley traduit de l’anglais (États-Unis) par Emmanuelle Aronson et Philippe Aronson.
- Enig Marcheur, roman de Russell Hoban traduit du riddleyspeak (Anterre) par Nicolas Richard.
- Remarquable, n'est-ce pas ?, recueil de nouvelles de Robert Benchley
- Journal ambigu d'un cadre supérieur, roman d'Étienne Deslaumes.
- Karoo, roman de Steve Tesich traduit de l'anglais (États-Unis) par Anne Wicke (2012)
- L'Attaque des dauphins tueurs, recueil de nouvelles de Julien Campredon
- Op Oloop, roman de Juan Filloy traduit de l'espagnol (Argentine) par Céleste Desoille
- Le Dernier Stade de la soif, roman de Frederick Exley traduit de l’anglais (États-Unis) par Philippe Aronson et Jérôme Schmidt
- Zuleika Dobson sous-titré Une histoire d'amour à Oxford, roman de Max Beerbohm
- Livre du chevalier Zifar sous-titré Le livre du chevalier de Dieu, Anonyme traduit par Jean-Marie Barberà
- Comment dormir sous-titré Petit précis du savoir-vivre de chambre à l'usage de celles et ceux qui veulent illuminer leurs nuits du Dr Ralph Y. Hopton et d'Anne Balliol.
- Temps gelé, recueil de nouvelles et de novellas de Thierry Acot-Mirande
- Perdus/Trouvés sous-titré Anthologie de littérature oubliée, anthologie de nouvelles
- Brûlons tous ces punks pour l'amour des elfes, recueil de nouvelles de Julien Campredon
- Aussi haut que nous le pourrons sous-titré Aventures dans le commerce de la poésie, anthologie de poésie contemporaine
- Tu dis ça parce que tu m'aimes, anthologie de nouvelles
- Samarkand ! Samarkand !, anthologie de nouvelles
- Si vous pouviez aller n'importe où, où iriez-vous ?, anthologie de nouvelles
- Numerista, anthologie de nouvelles
- Les Préliminaires, recueil de nouvelles
- Souvenirs de Marnie, de Joan G. Robinson traduit de l'anglais (Royaume-Uni) par Patricia Barbe-Girault (avril 2021).
- Anne de Green Gables, roman pour la jeunesse de Lucy Maud Montgomery  traduit de l'anglais par Hélène Charrier (octobre 2020).
- Anne d'Avonlea, roman pour la jeunesse de Lucy Maud Montgomery traduit de l'anglais par Isabelle Gadoin (février 2021).
- Anne de Redmond, roman pour la jeunesse de Lucy Maud Montgomery traduit de l'anglais par Laure-Lyn Boisseau-Axmann (août 2021).
- Anne de Windy Willows, roman pour la jeunesse de Lucy Maud Montgomery traduit de l'anglais par Patricia Barbe-Girault (janvier 2022).
- Anne et la maison de ses rêves, roman pour la jeunesse de Lucy Maud Montgomery traduit de l'anglais par Laure-Lyn Boisseau-Axmann (juin 2022).
- Anne d'Ingleside, roman pour la jeunesse de Lucy Maud Montgomery traduit de l'anglais par Patricia Barbe-Girault (novembre 2022).
- La Vallée arc-en-ciel, roman pour la jeunesse de Lucy Maud Montgomery traduit de l'anglais par Laure-Lyn Boisseau-Axmann (avril 2023).
- Rilla, ma Rilla,  roman pour la jeunesse de Lucy Maud Montgomery traduit de l'anglais par Patricia Barbe-Girault (septembre 2023).
- Les Chroniques d'Avonlea, recueil de nouvelles pour la jeunesse de Lucy Maud Montgomery traduit de l'anglais par Patricia Barbe-Girault et Laure-Lyn Boisseau-Axmann (novembre 2023).
- Zephyr, Alabama de Robert McCammon traduit de l'anglais (États-Unis) par Stéphane Carn avec la participation d'Hélène Charrier, (2022),  (ISBN 9782381960418).
- Blackwater, L'épique saga de la famille Caskey de Michael McDowell, traduit de l'anglais (États-Unis) par Yoko Lacour et Hélène Charrier (avril-juin 2022).
- La Maison des feuilles de Mark Z. Danielewski, traduit de l'anglais (États-Unis) par Claro (octobre 2022).
- Swan Song : Tome 1 - le feu et la glace, de Robert McCammon, traduit de l'anglais (États-Unis) par Jean-Charles Khalifa (mai 2023).
- Swan Song : Tome 2 - la glace et le feu, de Robert McCammon, traduit de l'anglais (États-Unis) par Jean-Charles Khalifa (mai 2023).
- Les Aiguilles d'or, de Michael McDowell, traduit de l'anglais (États-Unis) par Jean Szlamowicz (octobre 2023),  (ISBN 9782381961361).
- Emily de New Moon, de Lucy Maud Montgomery, traduit de l'anglais (Canada) par Laure-Lyn Boisseau-Axmann (février 2024),  (ISBN 9782381961507).
- Katie, de Michael McDowell, traduit de l'anglais (États-Unis) par Jean Szlamowicz (avril 2024),  (ISBN 9782381961538).
- L'Ascension d'Emily, de Lucy Maud Montgomery, traduit de l'anglais (Canada) par Laure-Lyn Boisseau-Axmann (juin 2024),  (ISBN 9782381961637).
- La Quête d'Emily, de Lucy Maud Montgomery, traduit de l'anglais (Canada) par Laure-Lyn Boisseau-Axmann (octobre 2024),  (ISBN 9782381961637).
- Lune froide sur Babylon, de Michael McDowell, traduit de l'anglais (États-Unis) par Gérard Coisne et Hélène Charrier (octobre 2024),  (ISBN 9782381961729).

- The Westing Game, de Ellen Raskin, traduit de l'anglais (États-Unis) par Thomas de Châteaubourg, Elise Josselin et Becky Leesha (mars 2025),  (ISBN 9782381961675).

### Avec La Belle Colère
- Un jour, je serai trop célèbre de Raziel Reid (2020)
- Lolito de Ben Brooks (2018)
- Marlena de Julie Buntin (2018)
- Nous, les déviants de C.J. Skuse (2017)
- Ma mémoire est un couteau de Laurie Halse Anderson (2017)
- La brume en août de Robert Domes (2017)
- Le projet Starpoint. Tome 1 : La Fille aux cheveux rouges de Marie-Lorna Vaconsin (2017)
- La Nuit, nous grandissons de Ben Brooks (2016)
- Je suis une fille de l'hiver de Laurie Halse Anderson (2016)
- Tout plutôt qu'être moi de Ned Vizzini (2015)
- Vite, trop vite de Phoebe Gloeckner (2015)
- Un été 42 d'Herman Raucher (2015)
- Vous parler de ça de Laurie Halse Anderson (2014)
- La Ballade d'Hester Day de Mercedes Helnwein (2014)
- Dieu me déteste de Hollis Seamon (2014)